# Crugey
Crugey ist eine französische Gemeinde mit 167 Einwohnern (Stand 1. Januar 2022) im Département Côte-d’Or in der Region Bourgogne-Franche-Comté. Sie gehört zum Arrondissement Montbard und zum Kanton Arnay-le-Duc.

## Geografie, Infrastruktur
Die Vandenesse fließt bei Crugey als linker Nebenfluss in die Ouche.
Diese natürlichen Gewässer überschneiden sich teilweise mit dem Canal de Bourgogne.
Die Autoroute A 6 tangiert Crugey.
Nachbargemeinden sind Sainte-Sabine im Nordwesten, Bouhey im Norden, Veuvey-sur-Ouche im Osten, Aubaine im Südosten, Thorey-sur-Ouche im Süden, Colombier im Südwesten und Chaudenay-la-Ville und Chaudenay-le-Château im Westen.

## Bevölkerungsentwicklung
| Jahr                       | 1962 | 1968 | 1975 | 1982 | 1990 | 1999 | 2008 | 2015 |
| -------------------------- | ---- | ---- | ---- | ---- | ---- | ---- | ---- | ---- |
| Einwohner                  | 355  | 290  | 268  | 222  | 188  | 213  | 173  | 184  |
| Quellen: Cassini und INSEE |      |      |      |      |      |      |      |      |

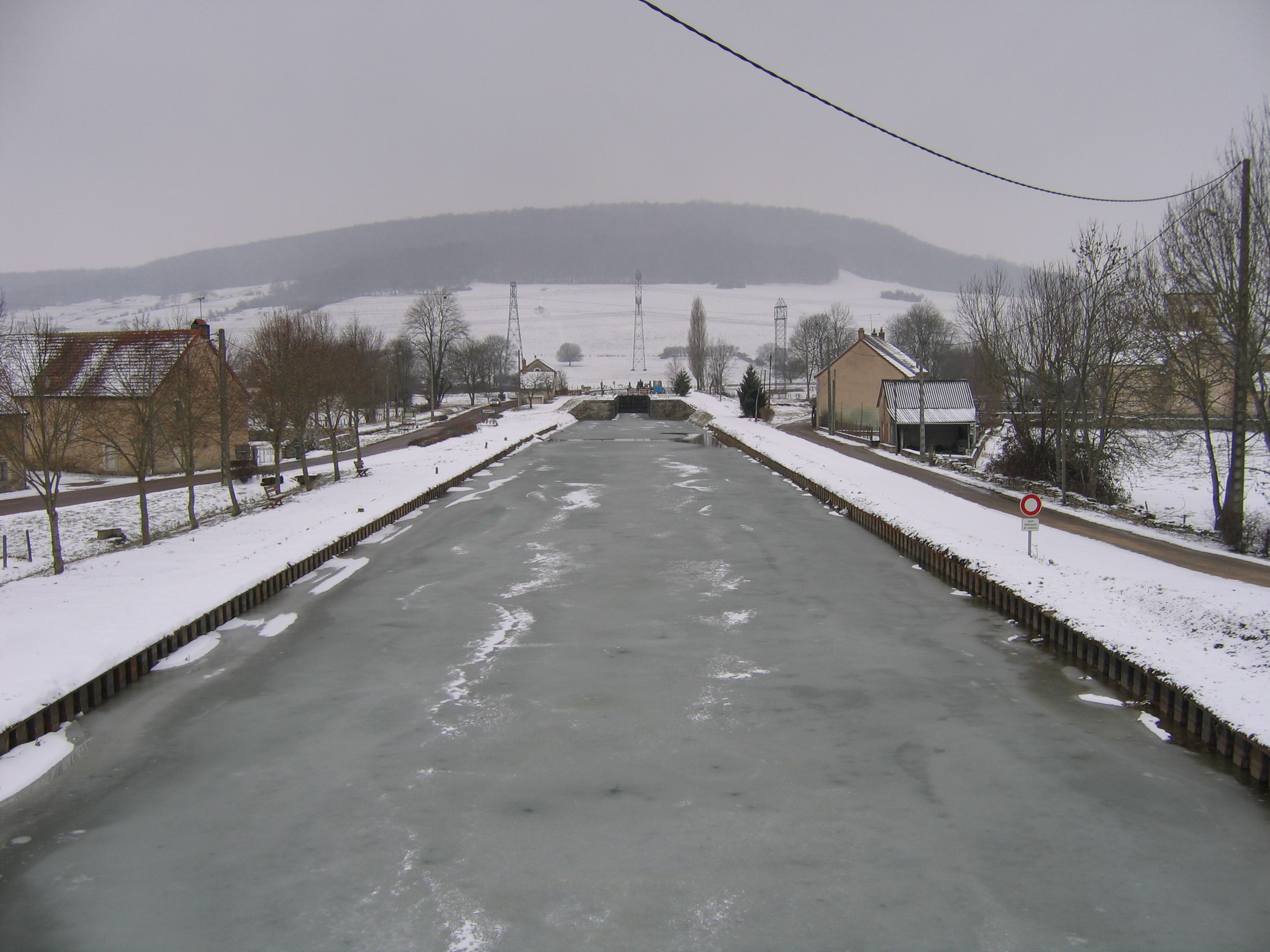
Der Canal de Bourgogne bei Crugey
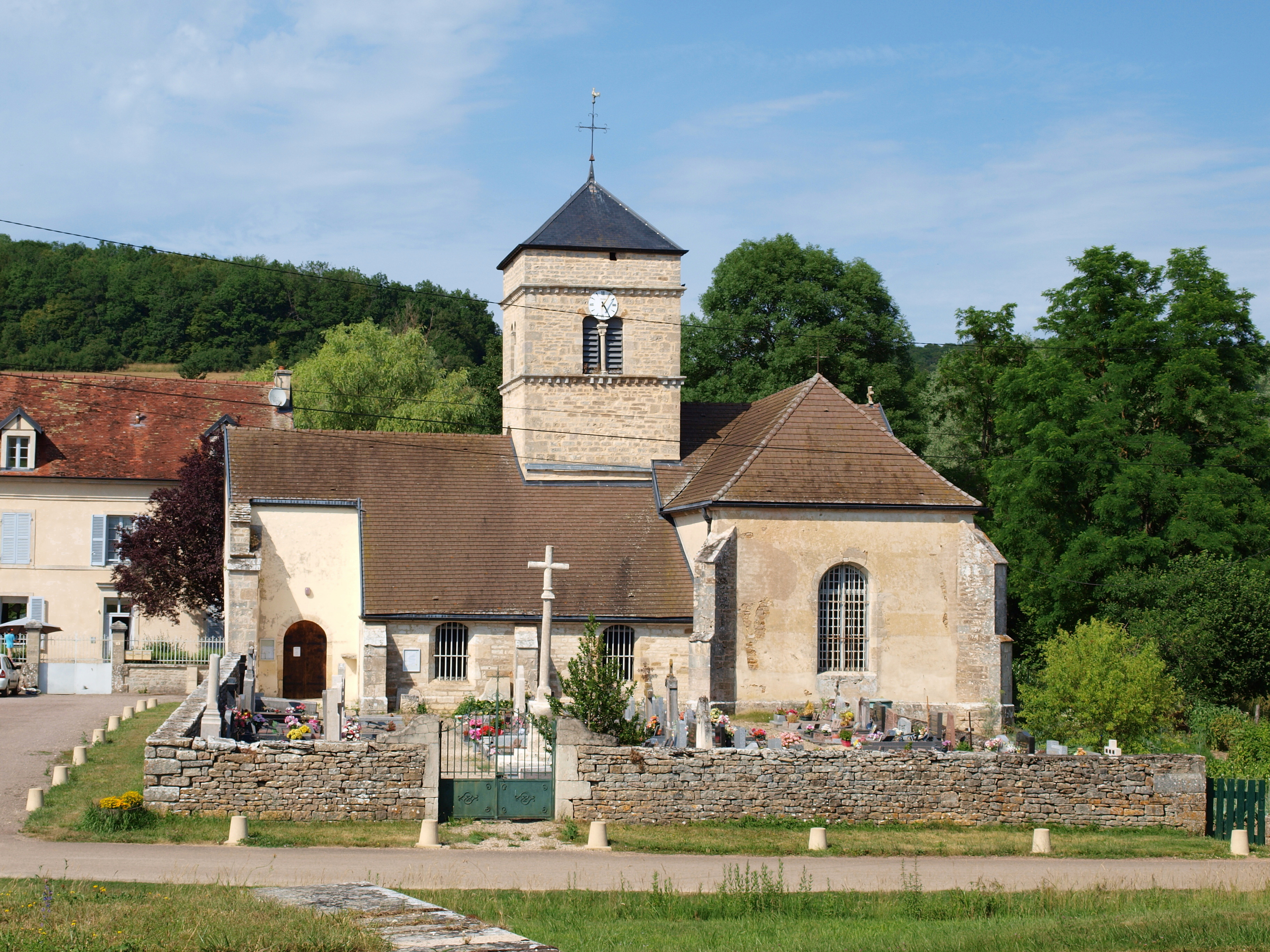
Kirche Saint-Hippolyte